# Argan
Argan (lat. Argania spinosa; sin. Sideroxylon spinosum Argania sideroxylon)  endemsko je stablo vapnenačke polupustinjske doline Sous u jugozapadnom Maroku te regije Tindouf u Alžiru. Jedina je vrsta u rodu Argania.

## Opis
Stablo argana naraste 8 do 10 m u visinu, a može živjeti 150 do 200 godina. Stablo je trnovito s kvrgavim deblom, listovi su mali, 2 do 4 cm dugi, ovalni sa zaobljenim vrhom. Biljka cvjeta u travnju, malim cvjetovima s pet žuto-zelenih latica. Plod je 2 do 4 cm dugačak te 1.5 do 3 cm širok s debelom, gorkom korom koja okružuje perikarp neugodnog okusa i slatkastog mirisa. U središtu ploda je vrlo tvrd orah koji sadržava jednu do tri male, uljem bogate sjemenke. Plodovi su zreli u lipnju i srpnju, a potrebno im je više od godinu dana kako bi sazrijeli. 
Šume argana u sjevernoj Africi pokrivaju približno 8,280 km2 te su pod zaštitom UNESCO-a kao poseban rezervat biosfere. Površina na kojoj raste argan smanjila se za 50% u posljednjih 100 godina, prvenstveno zbog proizvodnje ugljena, ispaše stoke te intenzivnog uzgoja drugih kultura. Arganovo ulje je danas unosni izvozni proizvod te sve veći opseg kultiviranja ove biljke daje nadu u njezin opstanak.

## Korištenje
U nekim dijelovima Maroka, kultivacija argana u potpunosti zamjenjuje Maslinarstvo. Osim kao jestivo ulje, argan se u berberskoj kulturi koristi i kao ogrjev. Danas je argan prepoznat kao jedno od najkvalitetnijih kozmetičkih biljnih ulja.

## Tradicionalna berba plodova
Plodovi argana sazrijevaju u srpnju kada su tamni i suhi. Prije berbe, stada koza se drže podalje od nasada koji su vrlo često čuvani. Pravo na sakupljanje plodova uvjetovano je zakonom i plemenskim tradicijama Berbera. U vrijeme berbe na stabla se puštaju koze. Ulje od plodova koji su prošli kroz probavni trakt koza je neugodnog okusa te se ne koristi u prehrambene svrhe već se na taj način odvaja meki dio ploda koji se koristi kao stočna hrana.

## Tradicionalna proizvodnja arganovog ulja
Fizički najzahtjevnija radnja u postupku tradicionalne proizvodnje ulja argana je razbijanje jezgre (oraha), najčešće uz pomoć dva kamena. Sjemenke se izdvajaju te blago preprže (u suvremenoj proizvodnji za kozmetičku industriju najkvalitetnija ulja su od neprženih sjemenki argana). Prepržene sjemenke se melju u pastu uz dodatak malo vode u kamenim prešama. Tako dobivena pasta se ručno cijedi te se na taj način odvija ekstrakcija biljnog ulja. 
Arganovo ulje sadrži 80% nezasićenih masnih kiselina te je otpornije na oksidaciju od maslinovog ulja. U Maroku arganovo ulje je luksuz te se donedavno relativno rijetko moglo nabaviti izvan prostora gdje se proizvodi. Danas je arganovo ulje vrlo traženo u Europi, najviše u kozmetičkoj industriji, ali i za prehranu te ga se može kupiti u specijaliziranim prodavaonicama hrane i kozmetike. Zbog cijene, arganovo se ulje sve češće imitira sintetskim ili jeftinijim uljima. Cijena 500 ml arganovog ulja više kvalitete kreće se oko 200 do 250 eura.